# Об'єкти природно-заповідного фонду Бахмутського району
На території Бахмутського району Донецької області розташовано 15 пам'яток природи місцевого значення.

### Об'єкти природно-заповідного фонду району
- Ландшафтний заказник місцевого значення «Артемівські садово-дендрологічні насадження», Опитненської сільської ради;
- Геологічна пам'ятка природи місцевого значення «Печера Трипільська», Володимирівської сільської ради;
- Геологічна пам'ятка природи місцевого значення «Риф, оголення вапняків біля села Покровське», Покровської сільської ради;
- Ботанічна пам'ятка природи місцевого значення «Мар'їна гора», Серебрянської сільської ради;
- Геологічна пам'ятка природи місцевого значення «Оголення Авіловської свити біля села Скельове», Луганської селищної ради;
- Ботанічний заказник місцевого значення «Степ біля села Платонівка», Дронівської сільської ради;
- Ботанічна пам'ятка природи місцевого значення «Ступки-Голубовські», Іванівської сільської ради;
- Ботанічний заказник місцевого значення «Палімбія», Васюківської сільської ради;
- Геологічна пам'ятка місцевого значення «Івано-Дар'ївський розріз», Верхньокам’янської сільської ради;
- Ботанічний заказник місцевого значення «Конвалієва діброва», Дронівської сільської ради;
- Ботанічна пам'ятка природи місцевого значення «Степ Отрадівка», Зайцівської сільської ради;
- Ботанічний заказник місцевого значення «Крейдяна рослинність біля села Кірове», Різниківської сільської ради;
- Ботанічний заказник місцевого значення «Ковила біля села Григорівка», Серебрянської сільської ради;
- Ботанічна пам'ятка природи місцевого значення «Рідкодуб'я», Калинівської сільської ради;
- Ботанічний заказник місцевого значення «Ковилове», Володимирівської сільської ради.